# Daniele Finzi Pasca
Daniele Finzi Pasca (Lugano, 10 gennaio 1964) è un regista svizzero.

## Biografia
Daniele Finzi Pasca nasce a Lugano nel 1964. La sua famiglia paterna operava nel settore della fotografia, possedendo un laboratorio ereditato dal bisnonno. Inizia a praticare ginnastica artistica all'età di sei anni, avvicinandosi successivamente al circo. 
Nel 1983 parte per l'India come volontario, assistendo malati terminali a Calcutta. Al suo ritorno in Svizzera, fonda con suo fratello Marco e Maria Bonzanigo la compagnia Teatro Sunil, con cui sviluppa una specifica visione della clownerie, della danza e del teatro, denominata "Teatro della carezza".
Nel 1991 scrive e interpreta Icaro, un monologo concepito per un solo spettatore, messo in scena oltre 800 volte in sei lingue e tuttora rappresentato. Tra il 2002 e il 2007 realizza la Trilogia del Cielo, composta dagli spettacoli Nomade, Rain e Nebbia, in coproduzione con il Cirque Éloize di Montréal. Nel 2005 scrive e dirige Corteo, uno degli spettacoli del Cirque du Soleil. Nello stesso anno è responsabile della regia della cerimonia di chiusura dei XX Giochi Olimpici invernali di Torino 2006.
Nel 2009 fonda Inlevitas, insieme a Julie Hamelin (Montréal, Canada 1972 – Lugano, Svizzera 2016), con l'obiettivo di creare e sviluppare progetti artistici. Ad oggi è sposato con l'attrice Melissa Vettore con cui collabora creativamente.

### Anni 2010
Nel 2010 scrive e dirige lo spettacolo Donka, una lettera a Čechov. Nel 2011, insieme ad Antonio Vergamini, Hugo Gargiulo, Julie Hamelin Finzi e Maria Bonzanigo, è cofondatore della Compagnia Finzi Pasca, con sede a Lugano, Svizzera. 
Nel 2012 riceve l'Anello Hans Reinhart dalla Società Svizzera di Studi Teatrali. Nello stesso anno è tra i creatori dello spettacolo La Verità, che debutta nel gennaio 2013 a Montréal. Nel 2014 cura la regia della cerimonia di chiusura dei XXII Giochi Olimpici invernali e della cerimonia di apertura degli XI Giochi paralimpici invernali di Sochi. 
Nel 2016 firma la regia di Luzia, spettacolo del Cirque du Soleil. Nel 2017 cura Avudo, evento multimediale per il 375° anniversario della città di Montréal, presentato nell'area del porto vecchio. Nel 2019 dirige la Fête des Vignerons a Vevey, manifestazione tradizionale iscritta nel 2016 nella lista del patrimonio culturale immateriale dell'umanità dell'UNESCO. Nello stesso anno firma la regia dell'opera Einstein on the Beach presso il Grand Théâtre di Ginevra.

### Anni 2020
Nel 2020 riceve lo Swiss Society Fellowship Prize di New York. L'anno successivo debuttano due suoi spettacoli: 52 e Nuda, tratto dall'omonimo romanzo pubblicato nel 2014. Nello stesso anno riceve il premio Marco Borradori – "In tutto ciò che genera bellezza". 
Nel 2022 scrive e dirige Azul - Gioia, Furia, Fede y Eterno Amor con Stefano Accorsi. Gli è inoltre affidata la regia dell'opera Les Contes d’Hoffmann di Jacques Offenbach su libretto di Jules Barbier. Nel 2023 mette in scena María de Buenos Aires, opera tango di Astor Piazzolla con libretto di Horacio Ferrer, presso il Grand Théâtre di Ginevra. 
Nel 2024 cura la regia dell’opera Zarqa Al Yamama, considerata la prima grande opera lirica in lingua araba. Il 18 luglio dello stesso anno, debutta Titizé – A Venetian Dream, spettacolo ufficiale della città di Venezia da lui diretto.